# Nahuel Yeri
Nahuel Mariano Yeri (Mar del Plata, provincia de Buenos Aires, Argentina, 25 de septiembre de 1991) es un futbolista argentino, juega como mediocampista en el Club Ciudad de Bólivar del Torneo Federal A. tiene un sobrino llamado Valentino yeri

## Carrera
En Banfield de Mar del Plata hizo las infantiles y gracias al convenio que tiene con el Taladro Yeri se fue a jugar a las divisiones inferiores de Banfield. En 2006 arrancó en séptima y fue progresando hasta llegar a la reserva donde lo dirigió Raúl Wensel.
Debutó en el año 2010 con Julio César Falcioni como técnico de Banfield. Debutó ante Chacarita Juniors donde el equipo perdió por 2-1 por la 3° fecha del Torneo Clausura del 2010, jugaría un total de 2 partidos esa temporada.La otra temporada también jugaría 2 partidos, ante All Boys y San Lorenzo. 
Luego iría al Club Social y Deportivo Merlo a préstamo por una temporada, jugó contra River Plate en la B Nacional con el Deportivo Merlo. 
Luego volvería a Banfield ya descendido a la segunda división del fútbol argentino perdiendo en la última fecha del Torneo Clausura 2012 contra Colón de Santa Fe. Jugaría hasta el momento con Banfield en la Primera B Nacional.
En esa temporada Banfield no lograría ascender quedando cuarto y Nahuel jugaría solo 16 partidos marcando 3 goles.
En la siguiente temporada Yeri lograría afianzarse en el equipo y jugaría 36 partidos pero solo marcaría 1 gol, logrando ascender a la Primera.
Ya en primera jugaba más de lateral que de volante. En el torneo transición jugó 12 partidos marcando un gol.
En el campeonato 2015 Yeri sería titular durante todo el primer semestre, jugaría 13 partidos, pero en el segundo semestre ya con Vivas como DT perdería el puesto con Gonzalo Bettini jugando 9 partidos.
Ya en el 2016 Yeri iría al banco un par de partidos y luego sufriría una lesión que se suponía que lo dejaría fuera por el resto del torneo, pero en el debut de Falcioni por la fecha 9 iría al banco y entraría en el segundo tiempo, haciendo su debut en el torneo.
Luego de ese torneo no renovaría su contrato y llegaría libre al Club Atlético Aldosivi.
Para el año 2022, se convirtió en jugador de Ciudad Bolívar del Torneo Federal A, donde llegó proveniente de Aldosivi.

## Selección juvenil
En julio de 2009 entrenó con la preselección Sub-18 bajo la dirección técnica de Walter Perazzo. En 2010 Sergio Batista lo eligió para conformar el grupo de 40 jugadores del cual se armó el equipo sparring de la selección en el mundial de Sudáfrica.

## Estadísticas

### Clubes
- Actualizado hasta el 19 de diciembre de 2020.

| Banfield Argentina |                     |                     |     |   |    |   |   |    |     |   |
| 1.ª | 2009-10             | 2                   | 0   | - | -  | - | - | 2  | 0   |   |
| 1.ª | 2010-11             | 2                   | 0   | - | -  | - | - | 2  | 0   |   |
| 2.ª | 2012-13             | 16                  | 3   | 3 | 0  | - | - | 19 | 3   |   |
| 2.ª | 2013-14             | 36                  | 1   | 1 | 0  | - | - | 37 | 1   |   |
| 1.ª | 2014                | 12                  | 1   | 1 | 0  | - | - | 13 | 1   |   |
| 1.ª | 2015                | 23                  | 0   | 1 | 0  | - | - | 24 | 0   |   |
| 1.ª | 2016                | 6                   | 0   | 0 | 0  | - | - | 6  | 0   |   |
| Total club | Total club          | Total club          | 97  | 5 | 6  | 0 | - | -  | 103 | 5 |
| Deportivo Merlo Argentina |                     |                     |     |   |    |   |   |    |     |   |
| 2.ª | 2011-12             | 27                  | 0   | 3 | 0  | - | - | 30 | 0   |   |
| Total club | Total club          | Total club          | 27  | 0 | 3  | 0 | - | -  | 30  | 0 |
| Aldosivi Argentina |                     |                     |     |   |    |   |   |    |     |   |
| 1.ª | 2016-17             | 17                  | 0   | 0 | 0  | - | - | 17 | 0   |   |
| 2.ª | 2017-18             | 21                  | 2   | 3 | 0  | - | - | 24 | 2   |   |
| 1.ª | 2018-19             | 20                  | 0   | 3 | 0  | - | - | 23 | 0   |   |
| 1.ª | 2019-20             | 4                   | 0   | 1 | 0  | - | - | 5  | 0   |   |
| 1.ª | 2020                | -                   | -   | 4 | 0  | - | - | 4  | 0   |   |
| Total club | Total club          | Total club          | 70  | 2 | 9  | 0 | - | -  | 73  | 2 |
| Total en su carrera | Total en su carrera | Total en su carrera | 182 | 7 | 18 | 0 | - | -  | 200 | 7 |
| (1) Las copas nacionales se refiere a la Copa Argentina y a la Copa de la Liga Profesional. (2) Las copas internacionales se refiere a la Copa Libertadores y a la Copa Sudamericana. |                     |                     |     |   |    |   |   |    |     |   |

## Palmarés

### Campeonatos nacionales
| Título             | Club     | Sede     | Año     |
| ------------------ | -------- | -------- | ------- |
| Primera B Nacional | Banfield | Banfield | 2013/14 |
| Primera B Nacional | Aldosivi | Sarandí  | 2017-18 |

### Otros logros
| Torneo                    | Club     | Sede     | Año  |
| ------------------------- | -------- | -------- | ---- |
| Liguilla Pre-Sudamericana | Banfield | Banfield | 2015 |